# Hemel en aarde
Chansons représentant la Pays-Bas au Concours Eurovision de la chanson
Niemand heeft nog tijd (en)
(1997) One Good Reason (en)
(1999)
Singles de Edsilia
Baby It's You
(1997) Second Floor
(1998)
Hemel en aarde (« Ciel et Terre ») est une chanson de la chanteuse néerlandaise Edsilia Rombley, sortie en single le 28 mars 1998. 
C'est la chanson représentant les Pays-Bas au Concours Eurovision de la chanson 1998.

## Adaptation
Outre sa version originale en néerlandais, Edsilia Rombley a également enregistré la chanson dans une version en anglais intitulée Walking on Water (« Marcher sur l'eau »),.

## À l'Eurovision

### Sélection
Le 8 mars 1998, la chanson Hemel en aarde, interprétée par Edsilia Rombley, est sélectionnée par le radiodiffuseur néerlandais NOS lors de la finale nationale Nationaal Songfestival 1998 au centre de congrès RAI à Amsterdam. 
Elle est alors la chanson choisie pour représenter les Pays-Bas au Concours Eurovision de la chanson 1998 le 9 mai à Birmingham (Angleterre), au Royaume-Uni.

### À Birmingham
La chanson est intégralement interprétée en néerlandais, langue officielle des Pays-Bas, comme l'impose la règle de 1977 jusqu'à cette année. C'est la dernière chanson des Pays-Bas à l'Eurovision à être interprétée en néerlandais avant Ik ben verliefd (Sha-la-lie) (en) de Sieneke en 2010.
C'est la dernière année que les pays ont recours à un orchestre. Le dernier orchestre est dirigé pour les Pays-Bas par Dick Bakker (en), le compositeur de la chanson néerlandaise lauréate de 1975 Ding-a-dong.
Hemel en aarde est la dix-huitième chanson interprétée lors de la soirée, suivant Genesis de Michális Chatzigiánnis pour Chypre et précédant Kärleken är de Jill Johnson pour la Suède.
À la fin du vote, Hemel en aarde obtient 150 points et se classe 4e sur 25 chansons,.

### Après 1998
Edsilia Rombley retourne à l'Eurovision pour représenter les Pays-Bas à l'Eurovision 2007 avec la chanson On Top of the World avec laquelle elle termine en 21e position sur 28 en demi-finale.

## Liste des titres
Toutes les chansons sont écrites et composées par Eric van Tijn, Jochem Fluitsma.
| 1. | Hemel en aarde                         | 2:59 |
| 2. | Hemel en aarde (version instrumentale) | 2:59 |

Toutes les chansons sont écrites et composées par Eric van Tijn, Jochem Fluitsma.
| 1. | Walking on Water (version anglaise) | 3:00 |
| 2. | Walking on Water (Dance Mix)        | 4:18 |
| 3. | Hemel en aarde                      | 2:59 |
| 4. | Hemel en aarde (Dance Mix)          | 4:20 |

## Classements hebdomadaires
| Classement (1998)               | Meilleure position |
| ------------------------------- | ------------------ |
| Belgique (Flandre Ultratip 100) | 6                  |
| Pays-Bas (Nederlandse Top 40)   | 12                 |
| Pays-Bas (Single Top 100)       | 10                 |

## Historique de sortie
| Pays                | Date         | Format              | Label   |
| ------------------- | ------------ | ------------------- | ------- |
| Pays-Bas, Allemagne | 28 mars 1998 | CD single • CD maxi | Endemol |